# 张荣 (济南公)
张荣（1182年—1264年），字世辉，济南府历城县（今山东省济南市）人。
金朝末年，蒙古帝国进攻金国，张荣率乡民占据济南黉堂岭，扩地占有章丘、邹平、淄州等城，金兵到来，他就清野入山。1226年，见蒙古势大，于是归降。授金紫光祿大夫、山东行尚書省，兼兵马都元帅、知济南府事。1231年，跟从窩闊台進攻汴梁，率死士夜渡黄河，抢占渡口。汴梁攻克之后，再攻克睢阳、沛县。1234年，击败金军的国安用，占领徐州。1241年致仕。后来率军攻打邳州、枣阳、仇城等地。河南百姓北迁至济南，他分给房屋、田地。当年，中书考绩，张荣获第一。忽必烈即位后，賜濟南路萬戶，封为济南公。八十三歲時逝世。追贈推忠宣力正義佐命功臣、太師、開府儀同三司、上柱國，追封濟南王，諡號忠襄。
其子七人：张邦杰，字智萬，爲人敢言，榮老病奏請袭爵，先卒，44歲，贈保順秉義効節功臣、昭勇大將軍、僉樞密院事、上輕車都尉，追封齊郡侯，諡宣惠；张邦直，鎮守邳州等處行军万户；张邦彦，权济南行省；张邦允，淄州節度使；张邦孚，大都督府郎中；张邦昌，濟南奥鲁总管；张邦宪，淮安路总管，贈宣忠秉義功臣、中奉大夫、河南江北行省參政、護軍，追封濟南郡公，諡貞毅。
其孙四十人：张宏，袭张邦杰爵，改真定路总管兼府尹。

## 延伸阅读
Module:Wikisource_further_reading第46行Lua错误：attempt to concatenate local 'id' (a nil value)